# Jorge Rivera (football)
Pour les articles homonymes, voir Jorge Rivera.
Jorge Luis Rivera, abrégé Jorge Rivera né le 24 mars 1996 à Porto Rico, est un footballeur international portoricain. Il joue au poste d'ailier droit au Metropolitan FA.

## Biographie

### En club
Jorge Rivera rejoint le Puerto Rico FC pour la saison 2016. Il prolonge son contrat d'une saison un an plus tard.

### En sélection
Il honore sa première sélection et marque son premier but international le 26 mars 2016 lors d'un match contre Anguilla remporté quatre à zéro.

## Statistiques
| Saison                | Club                  | Championnat           | Championnat | Championnat | Coupe(s) nationale(s) | Coupe(s) nationale(s) | Porto Rico | Porto Rico | Total | Total |
| Saison                | Club                  | Division              | M.          | B.          | M.                    | B.                    | M.         | B.         | M.    | B.    |
| 2016                  | Puerto Rico FC        | NASL                  | 9           | 0           | -                     | -                     | 4          | 1          | 13    | 1     |
| 2017                  | Puerto Rico FC        | NASL                  | 17          | 1           | -                     | -                     | 1          | 0          | 18    | 1     |
| 2018                  | Penn FC               | USL                   | 8           | 0           | 1                     | 2                     | 3          | 0          | 12    | 2     |
| Total sur la carrière | Total sur la carrière | Total sur la carrière | 34          | 1           | 1                     | 2                     | 8          | 1          | 43    | 4     |